# Входные молитвы
Вхо́дные молитвы в православном богослужении — молитвы священнослужителей, совершаемые перед Литургией. Эти молитвы читаются непосредственно перед входом в алтарь, откуда происходит их название.
Совершаются без облачения, однако на практике священник может надевать епитрахиль, следуя обязанности совершения любого богослужения в епитрахили.При совершении архиерейской литургии входные молитвы произносит протодиакон.

## Чинопоследование входных молитв
Таблица приведена для 1 диакона и 1 священника. В случае большего количества священнослужителей схема аналогичная. В случае служения без диакона молитвы читает первенствующий священник.При совершении архиерейской литургии входные молитвы произносит протодиакон во время Чина Встречи Архиерея изложенного в Архиерейском Чиновнике
| Священнослужитель               | Действия                                                                  | Сопровождающие молитвословия |
| ------------------------------- | ------------------------------------------------------------------------- | --- |
| Священник                       | Становится перед Царскими вратами и вполголоса возглашает:                | Благослове́н Бог наш... Благослове́н Бог наш, всегда́, и ны́не, и при́сно, и во ве́ки веко́в. |
| Диакон                          | Стоит рядом, читает:                                                      | Ами́нь. Обычное начало (по О́тче наш…) Ами́нь. Сла́ва Тебе́, Бо́же наш, сла́ва Тебе́. Царю́ Небе́сный, Уте́шителю, Ду́ше и́стины, и́же везде́ сый и вся исполня́яй, Сокро́вище благи́х и жи́зни Пода́телю, прииди́ и всели́ся в ны, и очи́сти ны от вся́кия скве́рны, и спаси́, Бла́же, ду́ши на́ша. Святы́й Бо́же, Святы́й Кре́пкий, Святы́й Безсме́ртный, поми́луй нас. (Трижды) Сла́ва Отцу́ и Сы́ну и Свято́му Ду́ху, и ны́не и при́сно и во ве́ки веко́в. Ами́нь. Пресвята́я Тро́ице, поми́луй нас; Го́споди, очи́сти грехи́ на́ша; Влады́ко, прости́ беззако́ния на́ша; Святы́й, посети́ и исцели́ не́мощи на́ша, и́мене Твоего́ ра́ди. Го́споди, поми́луй. (Трижды) Сла́ва Отцу́ и Сы́ну и Свято́му Ду́ху, и ны́не и при́сно и во ве́ки веко́в. Ами́нь. О́тче наш, и́же еси́ на небесе́х! Да святи́тся и́мя Твое́, да прии́дет Ца́рствие Твое́, да бу́дет во́ля Твоя́, я́ко на небеси́ и на земли́. Хлеб наш насу́щный даждь нам днесь; и оста́ви нам до́лги на́ша, я́коже и мы оставля́ем должнико́м на́шим; и не введи́ нас во искуше́ние, но изба́ви нас от лука́ваго. |
| Священник                       | Даёт возглас:                                                             | Я́ко Твое́ есть Ца́рство... Я́ко Твое́ есть Ца́рство, и си́ла, и сла́ва, Отца́, и Сы́на, и Свята́го Ду́ха, ны́не, и при́сно, и во ве́ки веко́в. |
| Диакон                          | Читает покаянные тропари:                                                 | Ами́нь. Поми́луй нас, Го́споди... Поми́луй нас, Го́споди, поми́луй нас; вся́каго бо отве́та недоуме́юще, сию́ Ти моли́тву я́ко Влады́це гре́шнии прино́сим: поми́луй нас. Сла́ва: Го́споди, поми́луй нас... Сла́ва Отцу́, и Сы́ну, и Свято́му Ду́ху. Го́споди, поми́луй нас, на Тя бо упова́хом; не прогне́вайся на ны зело́, ниже́ помяни́ беззако́ний на́ших, но при́зри и ны́не я́ко благоутро́бен, и изба́ви ны от враг на́ших; Ты бо еси́ Бог наш, и мы лю́дие Твои́, вси дела́ руку́ Твое́ю, и и́мя Твое́ призыва́ем. И ны́не: Милосе́рдия две́ри отве́рзи нам... И ны́не, и при́сно, и во ве́ки веко́в. Ами́нь. Милосе́рдия две́ри отве́рзи нам, благослове́нная Богоро́дице, наде́ющиися на Тя да не поги́бнем, но да изба́вимся Тобо́ю от бед: Ты бо еси́ спасе́ние ро́да христиа́нскаго. |
| Священник и диакон              | Целуют икону Спасителя                                                    | Пречи́стому о́бразу Твоему́ покланя́емся... Пречи́стому о́бразу Твоему́ покланя́емся, Благи́й, прося́ще проще́ния прегреше́ний на́ших, Христе́ Бо́же. Во́лею бо благоволи́л еси́ пло́тию взы́ти на крест, да изба́виши, я́же созда́л е́си, от рабо́ты вра́жия. Тем же благода́рственно вопие́м Ти: ра́дости испо́лнил еси́ вся, Спа́се наш, прише́дый спасти́ мир. |
| Священник и диакон              | Целуют икону Богородицы                                                   | Милосе́рдия су́щи исто́чник... Милосе́рдия су́щи исто́чник, ми́лости сподо́би нас, Богоро́дице, при́зри на лю́ди согреши́вшыя, яви́ я́ко при́сно си́лу Твою́: на Тя бо упова́юще, ра́дуйся, вопие́м Ти я́коже не́когда Гаврии́л безпло́тных архистрати́г. |
| Священник                       | Становится перед Царскими вратами с воздетыми руками и непокрытой головой | Го́споди, низпосли́ ру́ку Твою́... Го́споди, низпосли́ ру́ку Твою́ с высоты́ свята́го жили́ща Твоего́ и укрепи́ мя в предлежа́щую слу́жбу Твою́, да неосужде́нно предста́ну стра́шному Престо́лу Твоему́ и безкро́вное священноде́йствие совершу́. Я́ко Твоя́ есть си́ла и сла́ва во ве́ки веко́в. Ами́нь. |
| Священник и диакон              | Кланяются друг другу, испрашивая прощения, кланяются народу               | Прости́те и благослови́те, отцы́, бра́тья [и се́стры]. |
| Диакон от себя и от лица народа | Отвечает                                                                  | Бог тя прости́т, о́тче честны́й, помоли́сь и о нас гре́шных. |
| Священник                       | Благословляет молящихся                                                   | Благода́тию и человеколю́бием свои́ми Бог да прости́т и поми́лует всех нас. |
| Священник и диакон              | Входят в алтарь, целуя образ на пономарской двери                         | Вни́ду в дом Твой, поклоню́ся ко хра́му свято́му Твоему́... Вни́ду в дом Твой, поклоню́ся ко хра́му свято́му Твоему́ в стра́се Твое́м. Го́споди, наста́ви ми пра́вдою Твое́ю, враг мои́х ра́ди испра́ви пред Тобо́ю путь мой: я́ко несть в усте́х их и́стины, се́рдце их су́етно, гроб отве́рст горта́нь их, язы́ки свои́ми льща́ху. Суди́ им, Бо́же, да отпаду́т от мы́слей свои́х, по мно́жеству нече́стия их изри́ни я, я́ко преогорчи́ша Тя, Го́споди. И да возвеселя́тся вси, упова́ющии на Тя, во ве́ки возра́дуются, и всели́шися в них, и похва́лятся о Тебе́ лю́бящии И́мя Твое́. Я́ко Ты благослови́ши пра́ведника, Го́споди, я́ко ору́жием благоволе́ния венча́л еси́ нас. |

В алтаре священнослужители поклоняются, целуют Евангелие и Престол (диакон целует только Престол). Облачаются в соответствующие по чину священные одежды.